# Golden Gate Canyon
Ne doit pas être confondu avec Golden Gate.
Le Golden Gate Canyon est un canyon situé dans le parc national de Yellowstone, dans le comté de Park au Wyoming aux États-Unis. Il est traversé par le ruisseau Glen Creek qui s'écoule en direction du nord et qui rejoint la rivière Gardner. Le canyon est également traversé par la Grand Loop Road qui relie Mammoth Hot Springs au sud du parc. Le col Kingman y est situé.

## Histoire

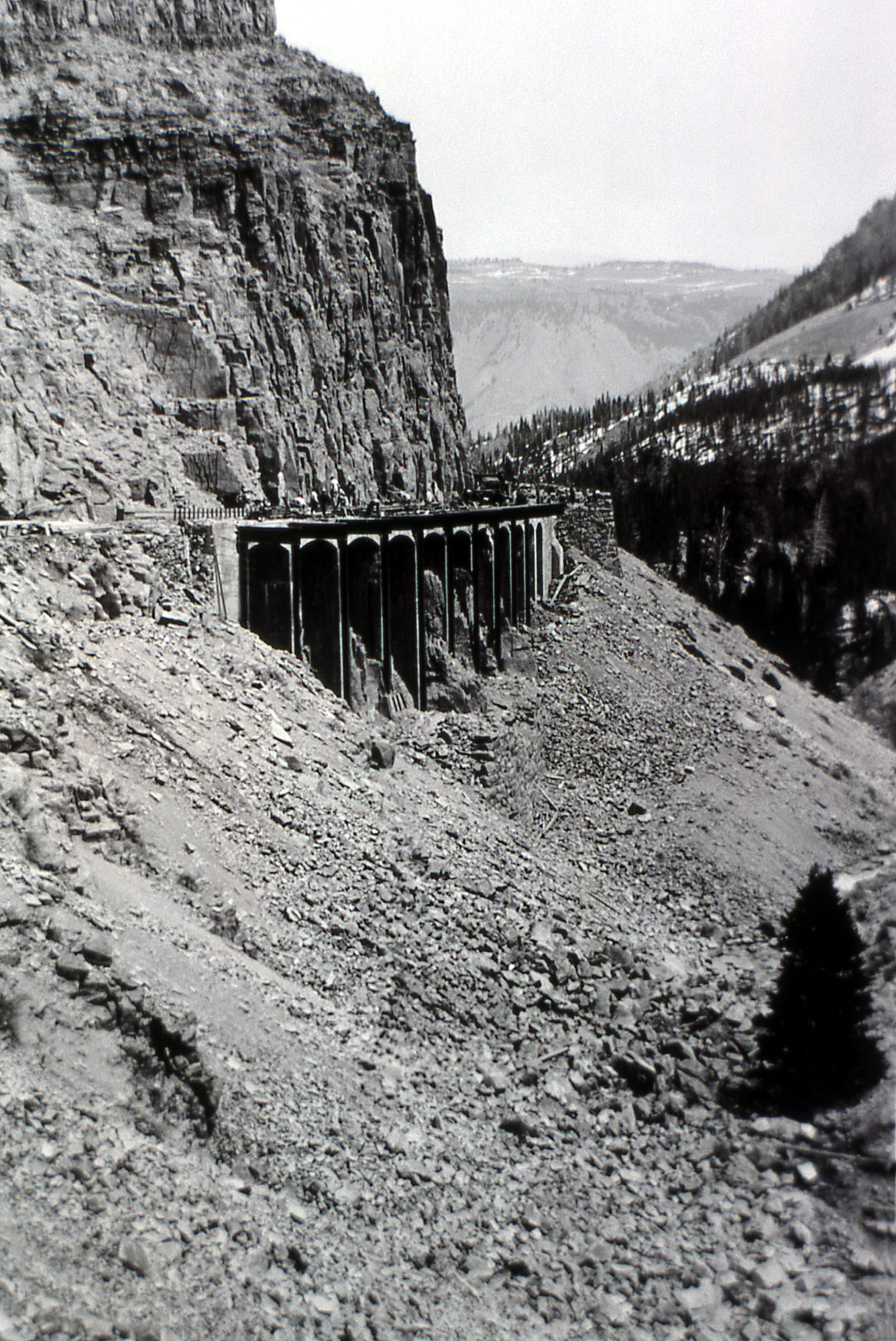
Élargissement du viaduc en 1933.

Une route est construite pour la première fois à travers le Golden Gate Canyon en 1884-1885, en remplacement d'une route escarpée qui passait par le col Snow. La construction est dirigée par le lieutenant de l'armée américaine Dan Christie Kingman (en). Le nom du canyon, Golden Gate (« porte dorée » en anglais), utilisé par les visiteurs, est dû, d'après les documents de Kingman, à la teinte jaune des rochers de la région. La construction de la route a nécessité l'utilisation d'un chevalet en bois là où la falaise empêchait le nivellement. Le viaduc portant la route est reconstruit en 1900 en béton sous la supervision du capitaine Hiram M. Chittenden (en). Afin de pouvoir élargir la route, ce viaduc est remplacé en 1930-1934 par un autre viaduc, qui sera à son tour remplacé en 1977.

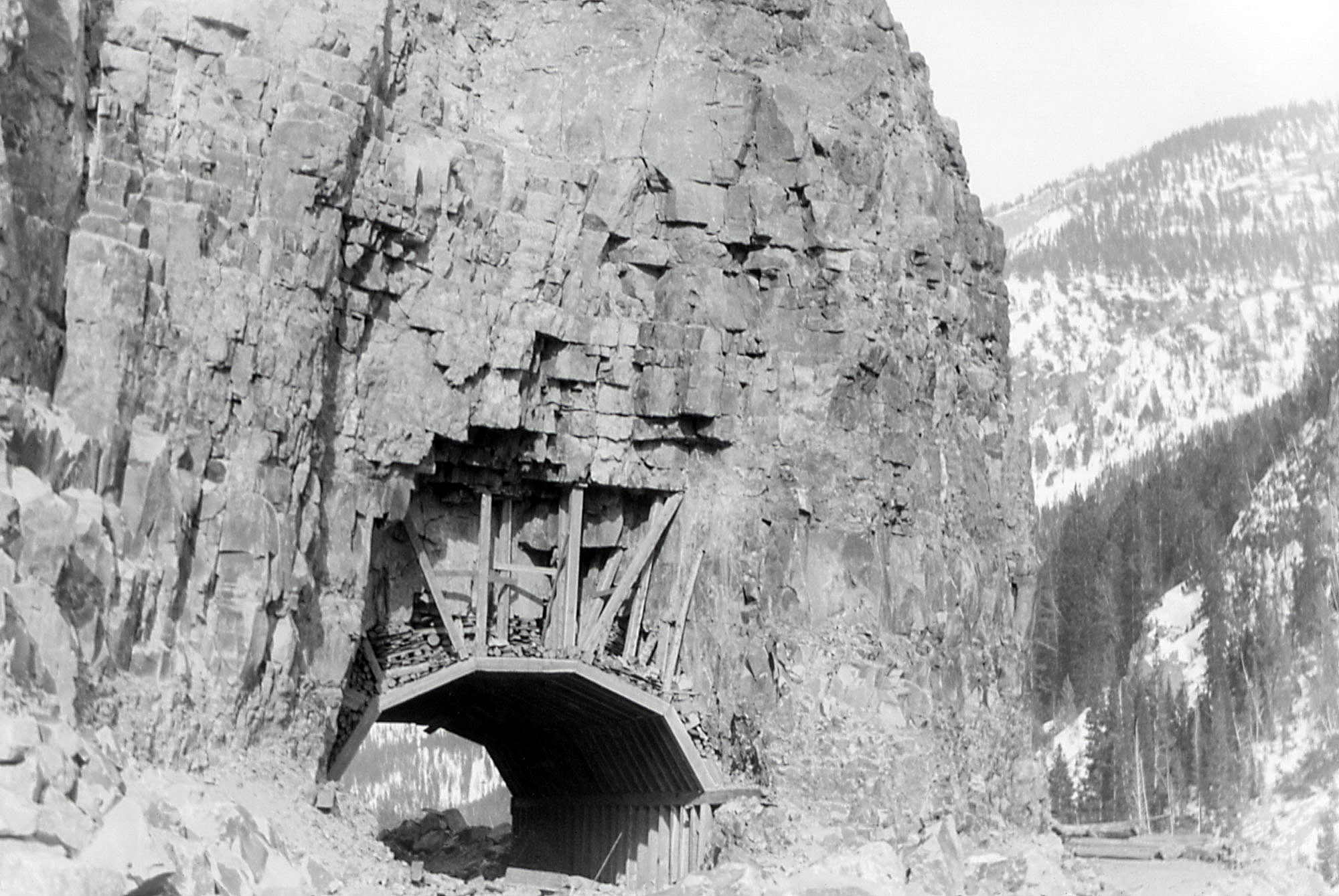
Le Golden Gate Tunnel, partiellement effondré et abandonné, en 1933.